# Wer niemals einen Rausch gehabt
Wer niemals einen Rausch gehabt ist ein knapp einstündiges deutsches Stummfilmlustspiel aus dem Jahre 1918 von Heinrich Bolten-Baeckers mit Melita Petri, Leo Peukert und Herbert Paulmüller in den Hauptrollen.

## Handlung
Assessor Leo Behringer hat unglücklicherweise ein verabredetes Rendezvous mit seiner Braut Milli verpasst. Deswegen stark verdrossen, begibt sich Leo sogleich in die nächste Kneipe und betrinkt sich. Dabei lernt er den deutlich älteren Herrn Fackelmann kennen, von dem er nicht weiß, dass es sich bei ihm um Millis Vater handelt. Beide Männer trinken Brüderschaft, und da man sich im volltrunkenen Zustand so sympathisch ist, verspricht Fackelmann, dem jungen Mann seine diesem mutmaßlich unbekannte Tochter zur Frau geben zu wollen. Dies gibt er Leo sogar schriftlich. Der nächste Morgen bringt den beiden nicht nur einen heftigen Kater, sondern man kann sich nur sehr vage an die vergangene Nacht erinnern. Es folgen einige filmgenretypischen Verwechslungsszenen, ehe das junge Paar endlich Verlobung feiern kann.

## Produktionsnotizen
Der Film gehört zu einer Reihe von zumeist kurzen Lustspielen, die der Produzent Heinrich Bolten-Baeckers während des Ersten Weltkriegs mit seinen drei Hausstars Melita Petri, Leo Peukert und Herbert Paulmüller herstellte. Wer niemals einen Rausch gehabt passierte die Zensur im April 1918 und wurde im selben Monat an den Kammerlichtspielen Berlins aufgeführt. Der Dreiakter besaß eine Länge von 1128 Meter.
Melita Petri wurde in der Filmwerbung häufig auch als Melitta Petri angekündigt. Sie hatte seit ihrer Übersiedlung von Stuttgart, wo sie zuvor am Residenztheater gespielt hatte, nach Berlin zu Beginn des Ersten Weltkriegs bis 1919 intensiv gefilmt.

## Kritik
Die Neue Kino-Rundschau schrieb: „Das humoristische Dreigestirn Peukert, Petri und Paulmüller leuchtet mal wieder im Glanze übermütigster Komik. Was einer im Rausch vollbringen kann, sogar die eigene Tochter zu verschenken und sich dabei der fragwürdigsten Situationen aussetzt, ist mit gelungenem Witz zur Ausführung gebracht. Leo Paukert darf sich mit Recht den besten deutschen Humoristen zugesellen“.